# 1888
1888 (MDCCCLXXXVIII) byl rok, který dle gregoriánského kalendáře započal nedělí.

## Události
Česko
- 5. ledna – V Praze bylo otevřeno Nové německé divadlo (Neues deutsches Theater), dnes Státní opera Praha
- 11. června – Založen Klub českých turistů

Svět
- 27. ledna – Ve Washingtonu byla založena National Geographic Society, která v říjnu začala vydávat National Geographic Magazine.
- 9. března – V Berlíně umírá první německý císař Vilém I. Pruský. Na trůnu jej střídá jeho syn Fridrich III., který vládne pouhých 99 dní.
- 16. dubna – Německé císařství anektovalo ostrov Nauru.
- 13. května – Brazílie oficiálně zrušila otroctví.
- 15. červen – Německý císař Fridrich III. umírá na rakovinu. Na trůn nastoupil jeho syn Vilém II. Pruský.
- 31. srpna – Nalezením těla Mary Ann Nicholsové začíná vražedné řádění Jacka Rozparovače v londýnské čtvrti Whitechapel.
- 4. září – založena firma Kodak.
- 29. října – Byla uzavřena Konstantinopolská konvence.
- Velké povodně na řece Visle.
- Založena společnost IBM.
- Vzniká řecká brandy Metaxa
- Vzniká americký bourbon Four Roses
- Rok tří císařů v Německu

## Vědy a umění

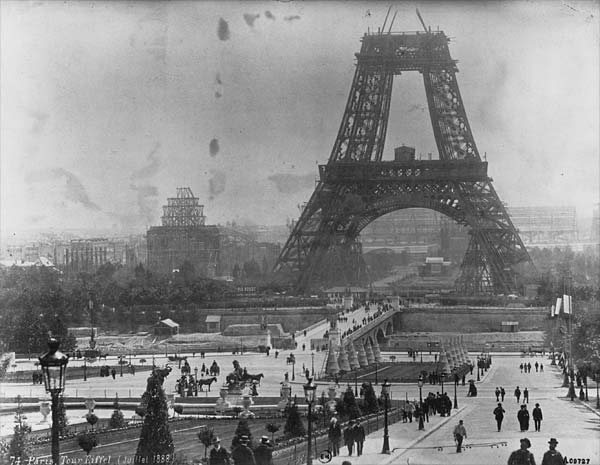
Eiffelova věž ve výstavbě v roce 1888

- 17. říjen – Thomas Alva Edison si nechává patentovat vynález optické fotografie.
- 29. říjen – Ve Vídni byl otevřen Burgtheater v nové budově na Ringstraße
- 10. listopad – Třináctiletý rakouský houslista Fritz Kreisler debutuje na svém newyorském koncertě
- 25. listopadu – Vyšel první svazek Ottova naučného slovníku (obsahoval hesla A-Alpy)
- Paleontolog Othniel Marsh popsal Desmostyli – vyhynulý řád mořských savců.
- Pierre Degeyter složil hudbu k Internacionále.
- František Křižík postavil na Žižkově elektrárnu.
- Konec sporů o pravost rukopisů. Jan Gebauer vydal populárně vědeckou knihu Poučení o padělaných rukopisích Královédvorském a Zelenohorském.

## Knihy
- Svatopluk Čech – Nový epochální výlet pana Broučka, tentokráte do XV. století
- André Laurie – Magnetová hora
- Octave Mirbeau – Pater Julius
- Eliza Orzeszkowa – Nad Němnem
- Henryk Sienkiewicz – Pan Wołodyjowski
- Robert Louis Stevenson – Černý šíp
- Jules Verne – Dva roky prázdnin
- Oscar Wilde – Šťastný princ a jiné pohádky
- Das deutsche Sprachgebiet von Mähren und Schlesien
- Ottův slovník naučný

## Narození
Automatický abecedně řazený seznam viz Kategorie:Narození v roce 1888

### Česko

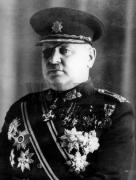
Jan Syrový (* 24. ledna)

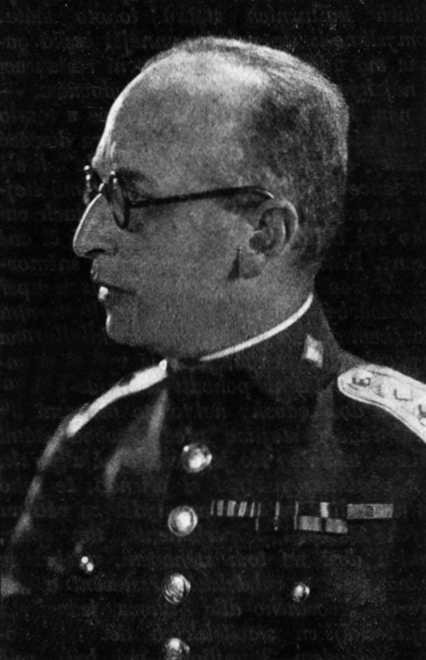
František Langer (* 3. března)

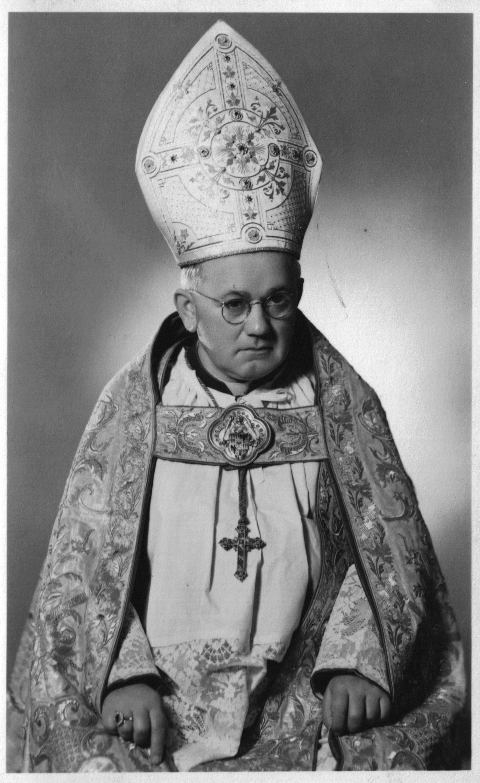
Josef Matocha (* 14. května)

- 1. ledna – Eduard Bass, spisovatel, novinář, zpěvák a herec († 2. října 1946)
- 12. ledna – Karel Bakeš, vlastivědný pracovník, spisovatel a překladatel († 6. ledna 1972)
- 13. ledna
  - Vasil Atanas Božinov, hudební skladatel bulharského původu († 1966)
  - Ferdiš Duša, grafik, malíř a keramik († 1. prosince 1958)
- 22. ledna – František Roland, herec († 16. listopadu 1967)
- 24. ledna – Jan Syrový, velitel Československých legií v Rusku a předseda československé vlády († 17. října 1970)
- 25. ledna
  - Ignác Grebáč-Orlov, politik, básník a překladatel († 26. dubna 1957)
  - Karel Kazbunda, historik, archivář a pedagog († 7. června 1982)
- 2. února – Gustav Porš, malíř († 2. května 1955)
- 3. února – Oleg Svátek, generál, legionář († 1. října 1941)
- 10. února
  - Valentin Držkovic, malíř a grafik († 27. října 1969)
  - Blažena Rylek Staňková, hudební skladatelka († 1974)
- 13. února – Richard Teltscher, zakladatel Židovského ústředního musea v Mikulově († 7. června 1974)
- 15. února – Adolf Jasník, básník († 5. února 1928)
- 18. února – Josef Martínek, hudební pedagog a skladatel († 29. května 1962)
- 19. února – Engelbert Kaps, slezský sochař († 20. prosince 1975)
- 21. února – Josef Hendrich, profesor pedagogiky († 5. října 1950)
- 29. února – Augustin Bartoš, druhý ředitel Jedličkova ústavu († 24. ledna 1969)
- 1. března – Karel Hrdlička, osobnost československého automobilového průmyslu († 7. prosince 1979)
- 2. března – Josef Jan Litomiský, zakladatel Kongregace bratří těšitelů z Gethseman († 6. června 1956)
- 3. března – František Langer, spisovatel, dramatik a vojenský lékař († 2. srpna 1965)
- 6. března – Eva Vrchlická, herečka, překladatelka, dramatička a spisovatelka († 18. července 1969)
- 17. března – Vincenc Maixner, dirigent a hudební skladatel († 24. května 1946)
- 21. března – Jaroslav Werstadt, historik, novinář a publicista († 8. ledna 1970)
- 1. dubna – František Formánek, sochař, konstruktér a vynálezce († 5. dubna 1964)
- 5. dubna – Rudolf Březa, sochař a medailér († 2. ledna 1955)
- 10. dubna – Jaromír Čermák, sochař († 9. března 1975)
- 20. dubna – Bohumil Matějů, duchovní a hudební skladatel († 31. prosince 1939)
- 22. dubna – Mária Sýkorová, herečka († 31. srpna 1967)
- 25. dubna – Marie Helena Knajblová, řeholnice, oběť komunistického teroru († 13. února 1961)
- 26. dubna – Hans Krebs, politik, později nacista († 15. února 1947)
- 28. dubna – Ladislav Machoň, architekt († 22. prosince 1973)
- 1. května – Jan Morávek, spisovatel († 4. dubna 1958)
- 5. května – Frank Wollman, dramatik, básník, literární vědec a historik († 9. května 1969)
- 6. května – Václav Pilát, fotbalový reprezentant († 28. ledna 1971)
- 10. května – Antonín Raymond, architekt († 21. listopadu 1976)
- 11. května – Antonín Osička, anglista, básník i prozaik († 19. června 1949)
- 14. května – Josef Matocha, arcibiskup olomoucký a metropolita moravský († 2. listopadu 1961)
- 18. května – Bedřich Havlena, italský legionář († 21. června 1918)
- 21. května – Otokar Fierlinger, zahradní architekt († 8. září 1941)
- 25. května – Alois Srdce, knihkupec a nakladatel († 31. ledna 1966)
- 31. května – Ladislav F. Dvořák, ekonom († 1. května 1953)
- 3. června – Ivan Markovič, politik, meziválečný poslanec a ministr († 17. února 1944)
- 11. června – Rudolf Myzet, herec, režisér a scenárista († 28. listopadu 1964)
- 27. června – Josef Ladislav Erben, cestovatel, prospektor a spisovatel († 11. října 1958)
- 28. června
  - Alfons von Czibulka, česko-rakouský spisovatel a malíř († 22. října 1969)
  - Josef Rejlek, překladatel († 28. ledna 1958)
- 11. července – Jindřich Vojáček, právník a hudební skladatel († květen 1945)
- 14. července – Bohumil Mathesius, básník, překladatel, editor, publicista a literární vědec († 2. června 1952)
- 20. července
  - František Cinek, kněz, profesor dogmatiky v Olomouci († 3. září 1966)
  - Julius Volek-Choráz, učitel, novinář a komunistický politik († 24. srpna 1928)
- 26. července – Albin Hugo Liebisch, konstruktér a podnikatel († 9. listopadu 1965)
- 4. srpna – Jan Blahoslav Kozák, protestantský teolog, evangelický duchovní a politik († 9. ledna 1974)
- 14. srpna – Viktor Trkal, fyzik († 3. září 1956)
- 17. srpna – František Trávníček, bohemista a politik († 6. června 1961)
- 31. srpna – Otto Reichner, slezský architekt († 31. července 1961)
- 1. září – Antonín Tonder, fotograf († 1953)
- 2. září – František Kovář, třetí biskup-patriarcha Církve československé (husitské) († 12. června 1969)
- 6. září – Bohuslav Leopold, houslista, kapelník, hudební skladatel a aranžér († 12. května 1956)
- 12. září – Alois Mudruňka, malíř a grafik († 3. dubna 1956)
- 13. září – Josef František Munclingr, operní pěvec († 31. října 1954)
- 20. září – Eugen Wiškovský, filolog a fotograf († 15. ledna 1964)
- 25. září – Vladimír Klecanda, archivář, člen druhého odboje domácího i zahraničního, politik († 3. dubna 1946)
- 26. září – Josef Dobiáš, historik a klasický filolog († 20. ledna 1972)
- 9. října – Julie Reisserová, hudební skladatelka a básnířka († 25. února 1938)
- 25. října – Jan Palouš, filmový režisér a lední hokejista († 25. září 1971)
- 28. října – Emil Štolc, hudební skladatel a dirigent († 1. července 1940)
- 30. října – Erich Roučka, technik a vynálezce († 16. března 1986)
- 15. listopadu – Vojtěch Vladimír Klecanda, legionář, generál († 22. dubna 1947)
- 17. listopadu
  - Jaromír Nečas, sociálně demokratický politik († 30. ledna 1945)
  - Antonín Ludvík Stříž, kněz, básník, literární historik a překladatel († 6. srpna 1960)
- 21. listopadu – Franz Wagner, sídelní kanovník litoměřické kapituly († 8. srpna 1969)
- 27. listopadu – Zikmund Jan Kapic, převor oseckého kláštera († 5. září 1968)
- 17. prosince – Johannes Thummerer, knihovník a spisovatel († 31. října 1921)
- 22. prosince – Antonín Fivébr, malíř a fotbalista († 26. února 1973)
- 26. prosince
  - Jaromír Klika, botanik († 12. května 1957)
  - Max Lobkowicz, šlechtic, politik a diplomat († 1. dubna 1967)
- 27. prosince
  - Jan Otakar Martin, herec († 9. října 1958)
  - Jaroslav Vojta, herec († 20. dubna 1970)
- 29. prosince – Josef Beran, 33. arcibiskup pražský, primas český, kardinál († 17. května 1969)

### Svět
- 1. ledna

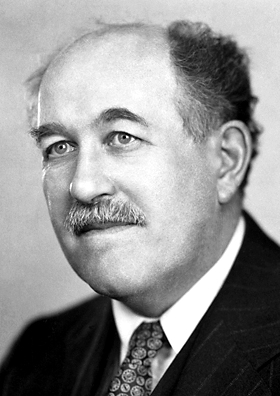
Otto Stern (* 17. února)

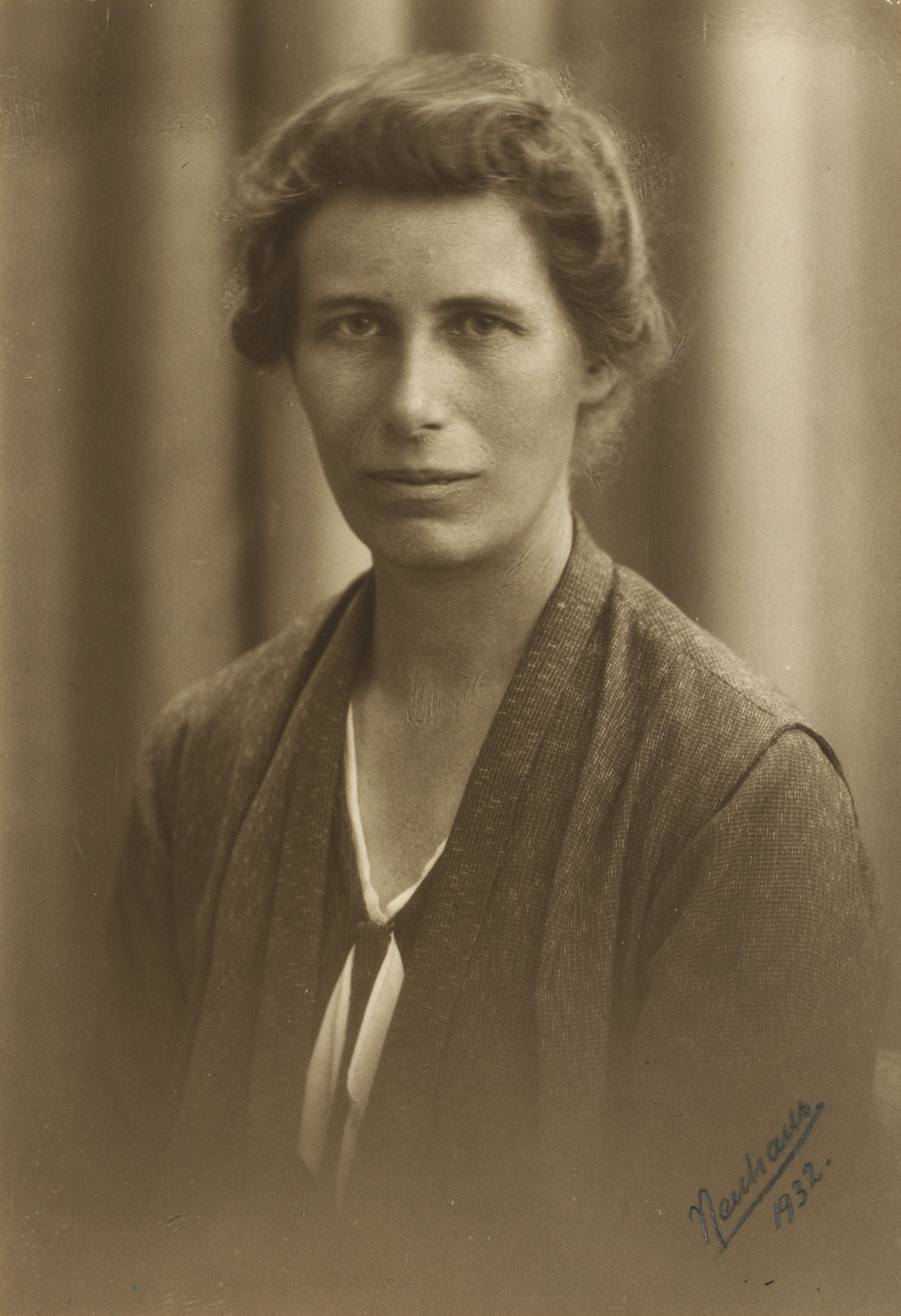
Inge Lehmannová (* 13. května)

Šmu'el Josef Agnon (* 17. července)

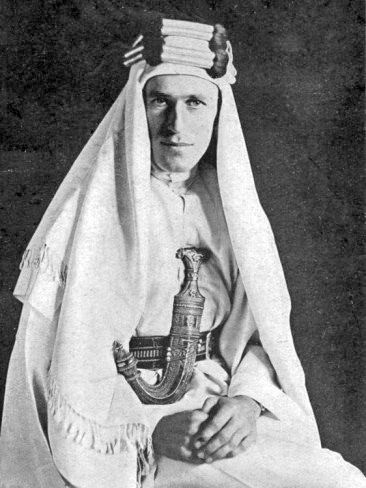
Thomas Edward Lawrence (* 16. srpna)

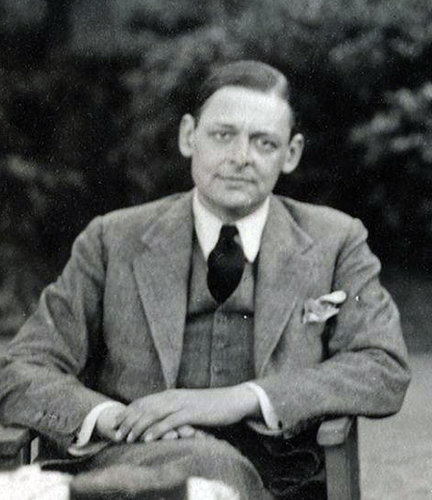
Thomas Stearns Eliot (* 26. září)

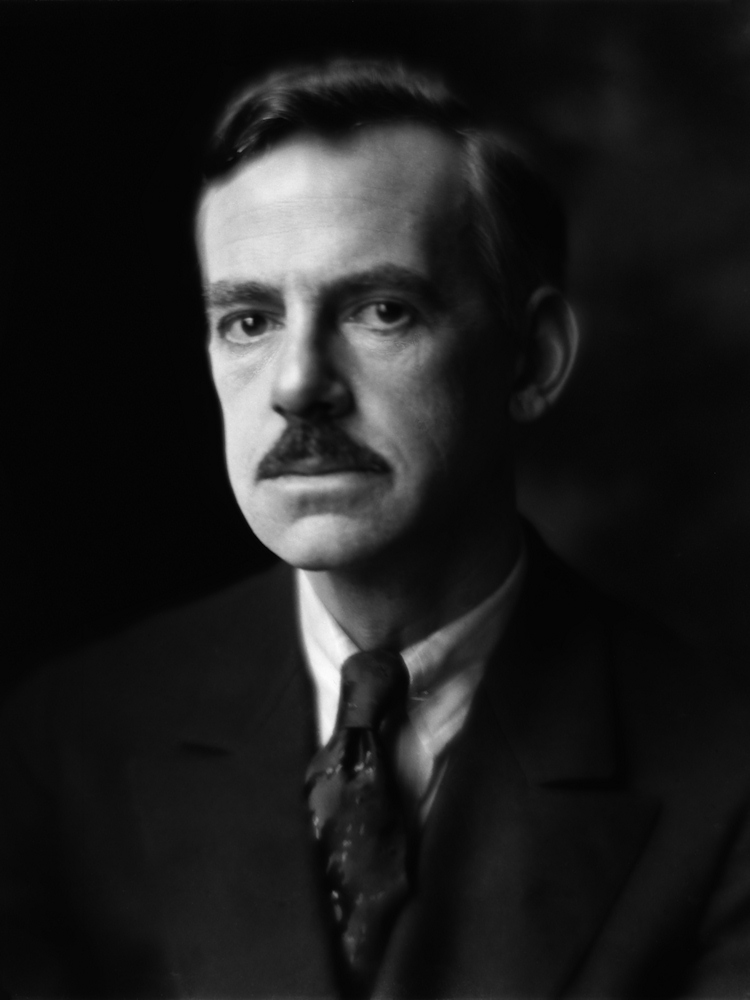
Eugene O'Neill (* 16. října)

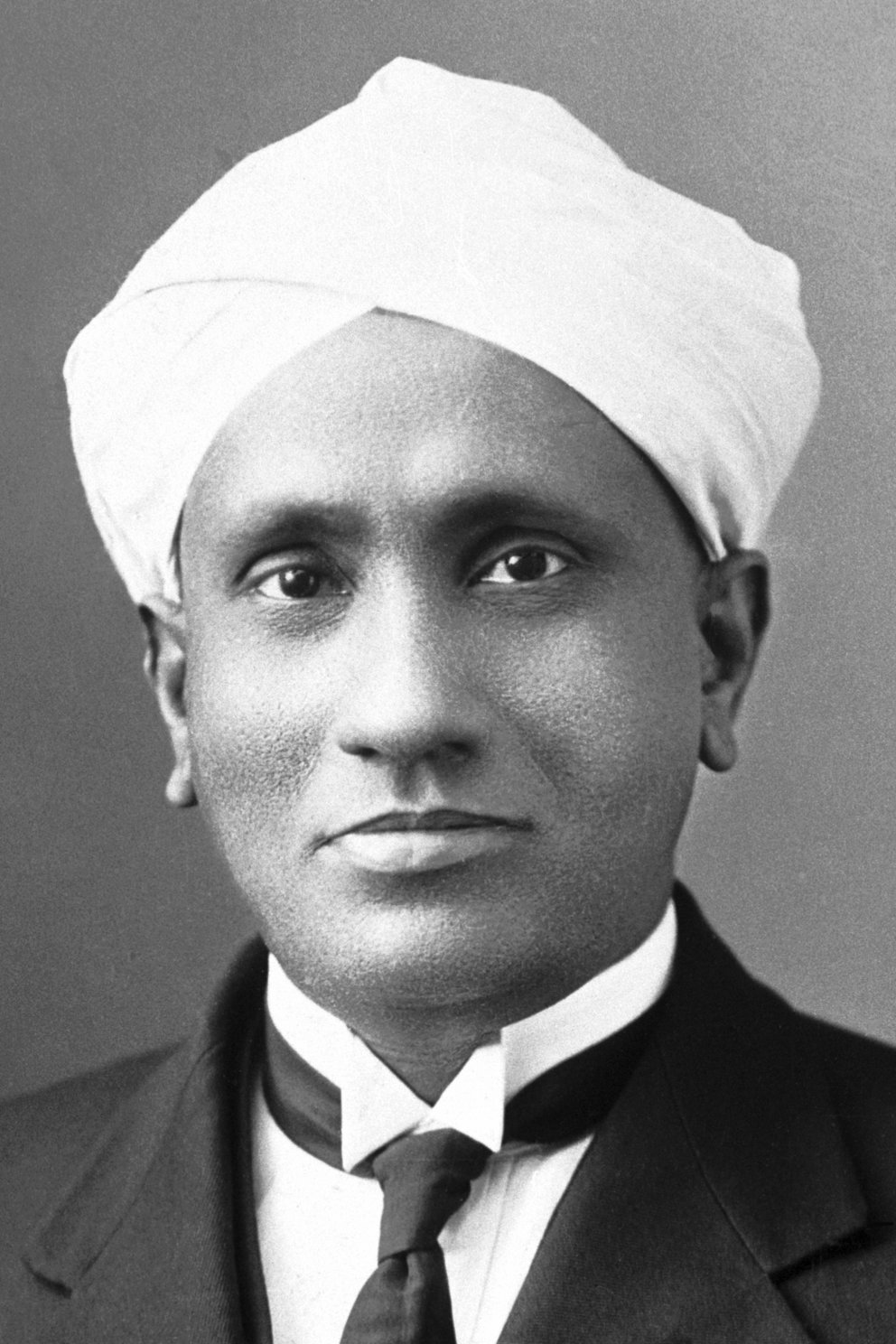
Chandrasekhara V. Raman (* 7. listopadu)

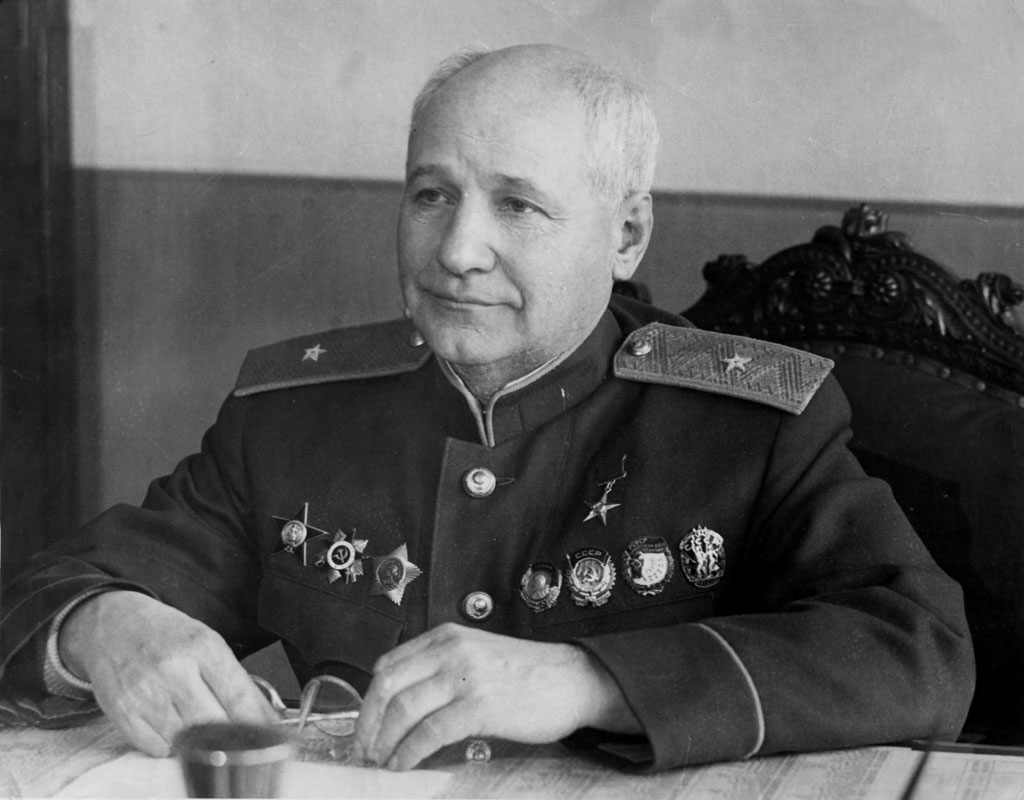
Andrej N. Tupolev (* 10. listopadu)

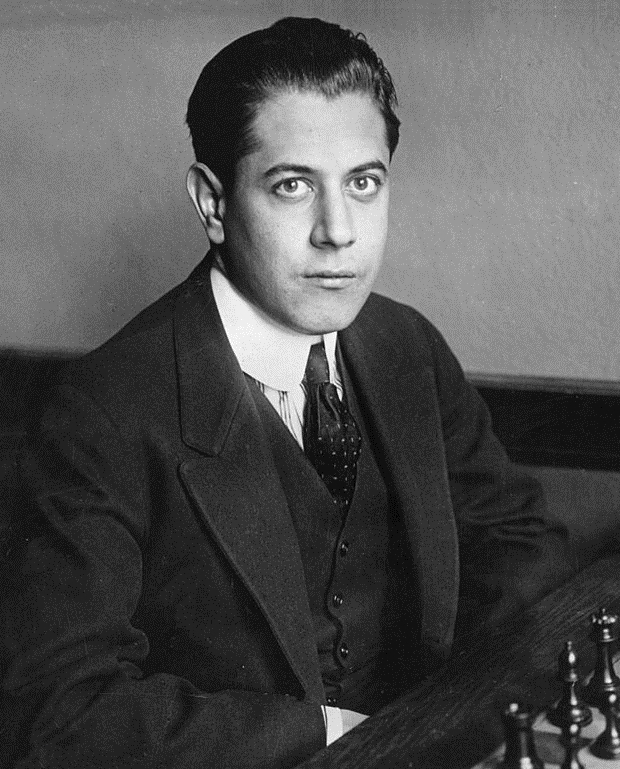
José Raúl Capablanca (* 19. listopadu)

  - David Mitrany, britský politolog († 25. července 1975)
  - Frank Stokes, americký bluesový kytarista († 12. září 1955)
- 8. ledna – Richard Courant, německý matematik († 27. ledna 1972)
- 18. ledna
  - Franz Josef Arnold, městský architekt v Ústí nad Labem († 15. února 1962)
  - Thomas Sopwith, britský letecký průkopník a podnikatel († 27. ledna 1989)
- 24. ledna – Ernst Heinkel, německý konstruktér a výrobce letadel († 30. ledna 1958)
- 27. ledna – Frank Nitti, mafián, nástupce Al Capona († 19. března 1943)
- 29. ledna – Leadbelly, americký folkový muzikant († 6. prosince 1949)
- 1. února – Franciszek Kleeberg, polský generál († 5. dubna 1941)
- 8. února – Giuseppe Ungaretti, italský básník a spisovatel († 1. června 1970)
- 16. února – Ferdinand Bie, norský olympijský vítěz v pětiboji († 9. listopadu 1961)
- 17. února
  - Ronald Knox, anglický katolický kněz a spisovatel († 24. srpna 1957)
  - Otto Stern, německý fyzik, Nobelova cena za fyziku († 17. srpna 1969)
- 19. února – Rachel Kohen-Kagan, izraelská politička († 15. října 1982)
- 20. února – Georges Bernanos, Francouzský spisovatel († 5. července 1948)
- 25. února – John Foster Dulles, americký diplomat a politik († 24. května 1959)
- 28. února – Anders Knutsson Ångström, švédský fyzik († 27. října 1981)
- 29. února – Domenico Tardini, kardinál, státní sekretář Vatikánu († 30. července 1961)
- 3. března
  - Kazimierz Fabrycy, polský generál za druhé světové války († 18. července 1958)
  - Natalena Koroleva, ukrajinská spisovatelka, překladatelka, lexikografka, archeoložka, baletka († 1. července 1966)
- 8. března – Gustav Krukenberg, německý právník a generál Waffen-SS († 23. října 1980)
- 9. března – Nemika Sultan, osmanská princezna († 6. září 1969)
- 10. března – Ivan Stodola, slovenský lékař, dramatik a spisovatel († 26. března 1977)
- 12. března – Hans Knappertsbusch, německý dirigent († 25. října 1965)
- 13. března – Anton Semjonovič Makarenko, ukrajinský a sovětský spisovatel a pedagog († 1. dubna 1939)
- 17. března – Paul Ramadier, francouzský politik, předseda vlády († 14. října 1961)
- 19. března
  - Josef Albers, americký malíř († 25. března 1976)
  - Perec Naftali, izraelský politik († 30. dubna 1961)
- 6. dubna
  - Hans Richter, německý malíř a filmový producent († 1. února 1976)
  - Dawid Bajgelman, polský hudební skladatel a dirigent († 1944)
- 13. dubna – Ľudovít Šenšel, slovenský evangelický kněz a poválečný politik († 22. července 1956)
- 14. dubna – Sigfried Giedion, švýcarský historik architektury († 9. dubna 1968)
- 20. dubna – Ibó Takahaši, japonský viceadmirál během druhé světové války († 18. března 1947)
- 30. dubna – John Crowe Ransom, americký pedagog, literární kritik, básník a esejista († 3. července 1974)
- 8. května – Maurice Boyau, francouzský stíhací pilot († 16. září 1918)
- 9. května – Francesco Baracca, nejlepší italský stíhací pilot († 19. června 1918)
- 10. května – Max Steiner, rakouský hudební skladatel († 28. prosince 1971)
- 11. května
  - Irving Berlin, americký hudební skladatel († 22. září 1989)
  - Willis Lee, admirál námořnictva USA († 25. srpna 1945)
- 12. května – Theodor Reik, rakouský psychoanalytik († 31. prosince 1969)
- 13. května – Inge Lehmannová, dánská seismoložka a geofyzička († 21. února 1993)
- 17. května – Anton Durcovici, rumunský biskup, mučedík, blahoslavený († 10. prosince 1951)
- 19. května – Nikolaj Michajlovič Švernik, komunistický politik, titulární hlava sovětského státu († 24. prosince 1970)
- 25. května – Jean Wahl, francouzský filosof († 19. června 1974)
- 27. května – Louis Durey, francouzský skladatel († 3. července 1979)
- 28. května – Jim Thorpe, americký olympijský vítěz pětiboji i desetiboji († 28. března 1953)
- 3. června – Albert Kluyver, nizozemský mikrobiolog a biochemik († 14. května 1956)
- 4. června – Lajos Egri, americký dramatik maďarského původu († 7. února 1967)
- 6. června – Valerian Kujbyšev, bolševický revolucionář († 25. ledna 1935)
- 7. června – Samuel Štefan Osuský, slovenský evangelický biskup, pedagog, teolog, historik a spisovatel († 14. listopadu 1975)
- 13. června – Fernando Pessoa, portugalský spisovatel († 30. listopadu 1935)
- 14. června – John Theodore Buchholz, Americký botanik († 1. června 1951)
- 16. června
  - Edmund Sparmann, rakouský letec a konstruktér († 24. června 1951)
  - Alexandr Fridman, ruský matematik, geofyzik a meteorolog († 16. září 1925)
- 17. června
  - Alfonso Bialetti, italský vynálezce kávovaru († 4. března 1970)
  - Heinz Guderian, nacistický německý vojenský teoretik a generál († 14. května 1954)
- 24. června – Gerrit Rietveld, holandský architekt a [designér († 25. června 1964)
- 26. června – Herbert von Obwurzer, rakouský veterán, německý generál Waffen-SS († 26. ledna 1945)
- 6. července – Eugen Rosenstock-Huessy, německo-americký právník a historik († 24. února 1973)
- 10. července – Giorgio de Chirico, řecko-italský malíř a sochař († 20. listopadu 1978)
- 11. července – Carl Schmitt, německý právní a politický teoretik († 7. dubna 1985)
- 12. července – Adolf Horion, německý duchovní a entomolog († 28. května 1977)
- 14. července – Kakuca Čolokašvili, gruzínský národní hrdina († 27. června 1930)
- 16. července – Frits Zernike, nizozemský fyzik, Nobelova cena za fyziku († 23. března 1966)
- 17. července
  - Šmu'el Josef Agnon, izraelský spisovatel, Nobelova cena za literaturu († 17. února 1970)
  - Pavel Peter Gojdič, řeckokatolický řeholník, biskup a mučedník († 17. července 1960)
- 21. července – Carlos Duarte Costa, brazilský biskup, reformátor († 26. března 1961)
- 22. července – Selman Abraham Waksman, americký biochemik († 16. srpna 1973)
- 23. července – Raymond Chandler, americký spisovatel († 26. března 1959)
- 24. července – Nils Åberg, švédský prehistorik († 28. února 1957)
- 4. srpna – Milan Stojadinović, jugoslávský politik, právník, národohospodář, ekonom († 24. října 1961)
- 13. srpna – John Logie Baird, vynálezce prvního televizoru († 14. června 1946)
- 15. srpna – Grigorij Sokolnikov, sovětský politik a diplomat († 21. května 1939)
- 16. srpna – Thomas Edward Lawrence, britský voják, cestovatel a arabista († 19. května 1935)
- 4. září – Oskar Schlemmer, německý malíř, designér, sochař a choreograf († 13. dubna 1943)
- 5. září – Sarvepalli Rádhakrišnan, indický filosof, státník a [překladatel († 17. dubna 1975)
- 6. září – Joseph Kennedy, americký podnikatel, politik a diplomat († 18. listopadu 1969)
- 12. září – Maurice Chevalier, francouzský a americký herec, tanečník a šansoniér († 1. ledna 1972)
- 13. září – Fred Hultstrand, americký fotograf († 28. června 1968)
- 15. září – Antonio Ascari, italský automobilový závodník († 26. července 1925)
- 16. září
  - Walter Owen Bentley, britský průkopník automobilismu († 13. srpna 1971)
  - Frans Eemil Sillanpää, finský spisovatel, Nobelova cena za literaturu († 3. června 1964)
- 18. září – Grey Owl, kanadský spisovatel († 13. dubna 1938)
- 21. září – Martin Benka, slovenský malíř († 28. června 1971)
- 26. září – Thomas Stearns Eliot, anglický básník a dramatik, Nobelova cena za literaturu († 4. ledna 1965)
- 6. října
  - Joaquín Vilanova Camallonga, španělský kněz, mučedník a blahoslavený katolické církve († 29. července 1936)
  - Roland Garros, francouzský letec († 5. října 1918)
- 7. října – Henry A. Wallace, americký státník a politik († 18. listopadu 1965)
- 8. října – Ernst Kretschmer, německý psychiatr († 8. února 1964)
- 9. října – Nikolaj Bucharin, bolševický revolucionář, politik a spisovatel († 15. března 1938)
- 13. října – Konstantinos Tsiklitiras, řecký olympijský vítěz ve skoku do dálky z místa († 10. února 1913)
- 14. října – Katherine Mansfieldová, novozélandská spisovatelka († 9. ledna 1923)
- 16. října – Eugene O'Neill, americký dramatik, Nobelova cena za literaturu († 27. listopadu 1953)
- 17. října
  - Paul Bernays, matematik švýcarského původu († 18. září 1977)
  - Archibald Low, anglický inženýr, fyzik a vynálezce († 13. září 1956)
- 18. října – Martin Rázus, slovenský spisovatel († 8. srpna 1937)
- 25. října
  - Richard Evelyn Byrd, americký polární badatel († 11. března 1957)
  - Moše Zmoira, izraelský právník a první předseda izraelského Nejvyššího soudu († 8. října 1961)
- 26. října – Nestor Machno, ukrajinský anarchista († 25. července 1934)
- 29. října – Ernst Sommer, český, německy píšící spisovatel († 20. října 1955)
- 1. listopadu – Michał Sopoćko, zpovědník sv. Marie Faustiny Kowalské († 15. února 1975)
- 4. listopadu – Štefan Lux, slovenský novinář, herec, režisér a spisovatel († 3. července 1936)
- 7. listopadu – Chandrasekhara Venkata Raman, indický fyzik, Nobelova cena za fyziku († 21. listopadu 1970)
- 8. listopadu – Sima Marković, srbský politik († 19. dubna 1939)
- 9. listopadu – Jean Monnet, francouzský politik, diplomat a ekonom († 17. března 1979)
- 10. listopadu – Andrej Nikolajevič Tupolev, sovětský letecký konstruktér († 23. prosince 1972)
- 11. listopadu – Johannes Itten, švýcarsk expresionistický malíř († 25. března 1967)
- 15. listopadu – Harald Ulrik Sverdrup, norský meteorolog, oceánograf a polárník († 21. srpna 1957)
- 17. listopadu – Isabela Rakousko-Těšínská, rakouská arcivévodkyně († 6. prosince 1973)
- 19. listopadu – José Raúl Capablanca, Kubánský šachista († 8. března 1942)
- 24. listopadu – Dale Carnegie, americký spisovatel († 1. listopadu 1955)
- 30. listopadu – Georg von Majewski, německý generál wehrmachtu († 6. května 1945)
- 3. prosince – Jicchak ha-Levi Herzog, izraelský prezident († 25. července 1959)
- 5. prosince – Algot Niska, finský sportovec, obchodník, dobrodruh a pašerák († 28. května 1954)
- 7. prosince – Carl Malmsten, švédský designér nábytku († 13. srpna 1972)
- 16. prosince – Alexandr I. Karađorđević, druhý král Jugoslávie († 9. října 1934)
- 18. prosince – Karel Albrecht Habsbursko-Altenburský, rakouský arcivévoda z těšínské linie († 17. března 1951)
- 20. prosince – Jicchak Baer, izraelský historik († 22. ledna 1980)
- 27. prosince – Thea von Harbou, německá scenáristka a spisovatelka († 1. července 1954)
- 28. prosince – Friedrich Wilhelm Murnau, filmový režisér němých filmů († 11. března 1931)

## Úmrtí
Automatický abecedně řazený seznam existujících biografií viz Kategorie:Úmrtí v roce 1888

### Česko
- 13. ledna – Jan Piperger, pražský kat (* 24. června 1838)
- 11. března
  - Karel Kilcher, bakteriolog (* 5. února 1862)
  - Josef Bojislav Pichl, lékař a spisovatel (* 22. srpna 1813)
- 15. března – Jan Zacpal, novinář a národní buditel (* 27. dubna 1844)
- 15. dubna – Antonín Stecker, cestovatel (* 19. února 1855)
- 18. dubna – Hugo Karel Eduard ze Salm-Reifferscheidt-Raitze, moravský politik, velkostatkář a průmyslník (* 15. září 1803)
- 19. dubna – Josef Vilém z Löschneru, lékař, rektor Univerzity Karlovy (* 7. května 1809)
- 8. května – Franz von Hruschka, rakouský důstojník českého původu, vynálezce (* 12. března 1819)
- 10. května – Tomáš Vorbes, pedagog (* 3. ledna 1815)
- 18. května – Karel Roth, advokát a politik (* 30. října 1829)
- 20. května – František Xaver Josef Beneš, archeolog a konzervátor (* 6. srpna 1820)
- 27. května – Františka Stránecká, spisovatelka (* 9. března 1839)
- 30. května – Karl Georg Wolfrum, rakouský a český průmyslník a politik (* 17. listopadu 1813)
- 25. června – František Řivnáč, pražský knihkupec a nakladatel (* 1. září 1807)
- 19. července – Alois Neruda, violoncellista (* 20. června 1837)
- 23. srpna – Adalbert Widmann, moravský zemský hejtman (* 14. ledna 1804)
- 2. září – František Plaček, právník a politik (* 20. dubna 1809)
- 22. září – Wenzel Weber, rakouský a český duchovní a politik německé národnosti (* 4. prosince 1824)
- 8. října – Karl Pickert, rakouský a český novinář a politik (* 17. září 1835)
- 25. října – Jan Nepomuk Maýr, operní zpěvák a skladatel (* 17. února 1818)
- 27. října – Vilém Platzer, kněz a politik (* 23. června 1821)
- 6. listopadu – Lubert Graf, právník a politik německé národnosti, starosta Chebu (* 11. května 1831)
- 25. listopadu
  - Jan Balcar, náboženský myslitel (* 27. března 1832)
  - Josef Jireček, etnograf, literární historik (* 9. října 1825)
- 17. prosince – Leopold Lev z Thun-Hohensteinu, český a rakouský politik (* 7. dubna 1811)
- 22. prosince – Josef Schrott, rakouský a český vysokoškolský pedagog a politik německé národnosti (* 17. února 1813)

### Svět

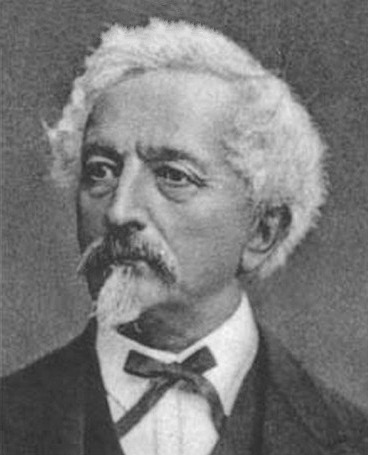
Ascanio Sobrero († 26. května)

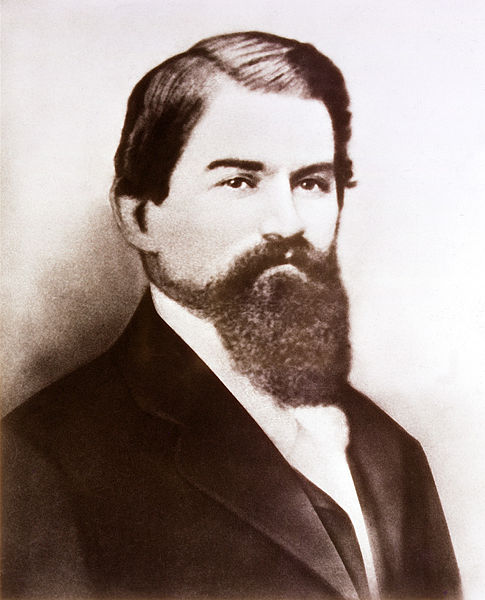
John Stith Pemberton († 16. srpna)

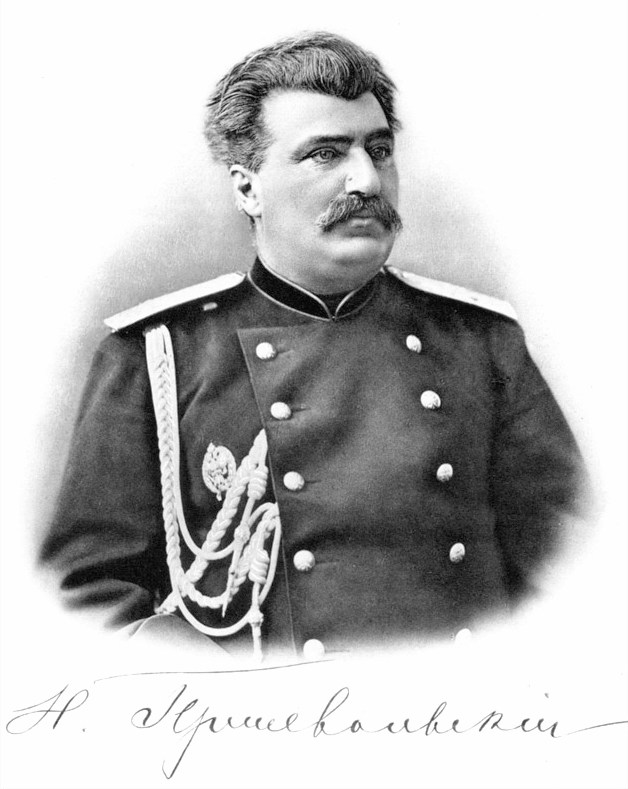
Nikolaj Prževalskij († 1. listopadu)

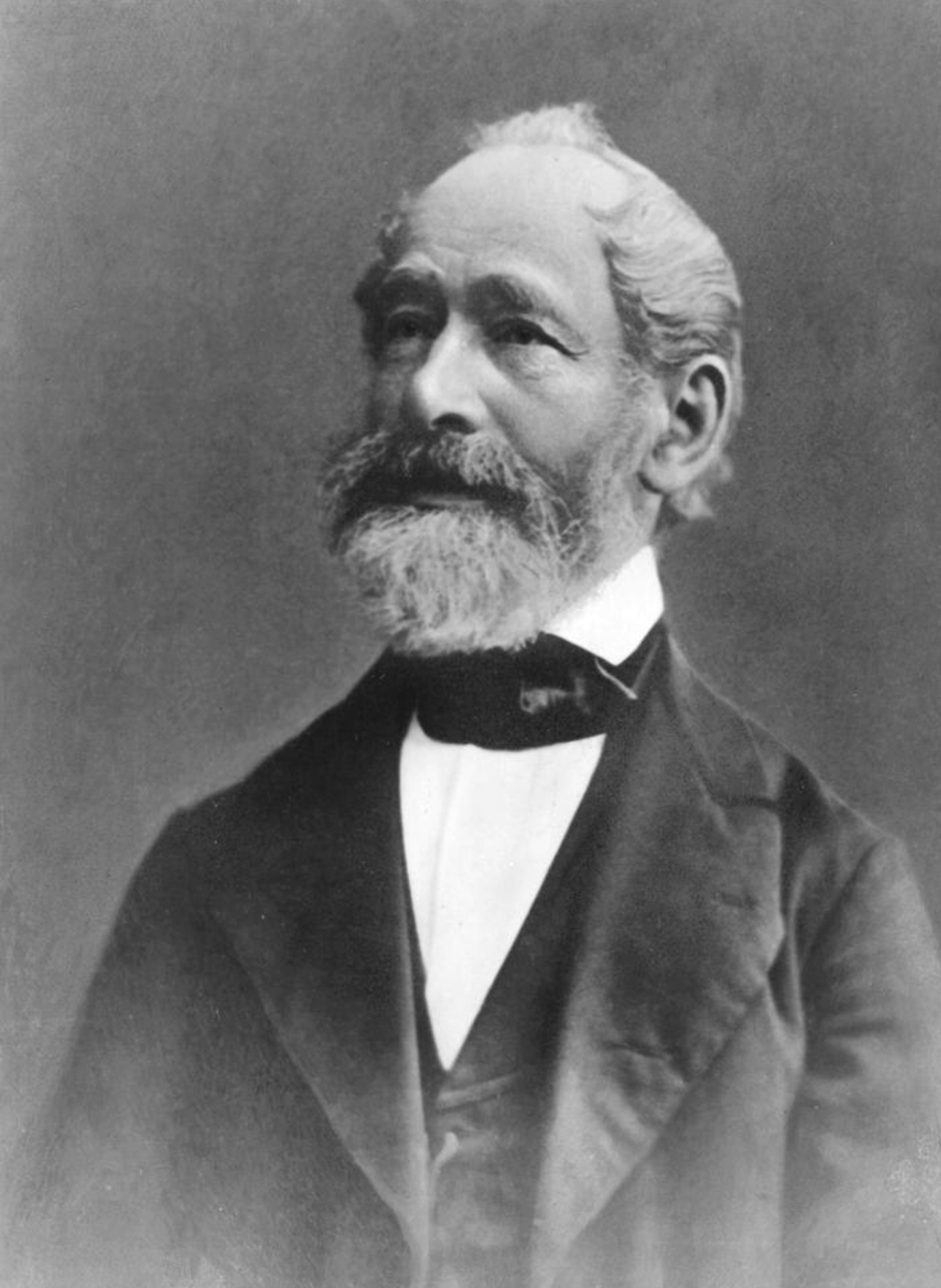
Carl Zeiss († 3. prosince)

- 5. ledna – Henri Herz, francouzský klavírista, hudební skladatel (* 6. ledna 1803)
- 14. ledna – Stephen Heller, maďarsko-francouzský klavírista, skladatel a pedagog (* 15. května 1813)
- 29. ledna
  - Jean-Baptiste André Godin, francouzský spisovatel a sociální reformátor (* 26. ledna 1817)
  - Edward Lear, anglický ilustrátor, spisovatel a básník (* 12. května 1812)
- 30. ledna – Asa Gray, americký botanik (* 18. listopadu 1810)
- 31. ledna – sv. Jan Bosko kněz, vychovatel mládeže (* 16. srpna 1815)
- 5. února – Anton Mauve, nizozemský realistický malíř (* 18. září 1838)
- 21. února – Jozef Miloslav Hurban, slovenský literát, čelná postava slovenského národního obrození. (* 19. března 1817)
- 22. února – Jean-Delphin Alard, francouzský houslista a hudební skladatel (* 8. března 1815)
- 4. března – Giovanni Antonio Farina, katolický duchovní, biskup, blahoslavený (* 11. ledna 1803)
- 5. března – Robert Spiske, kněz a zakladatel Kongregace sester sv. Hedviky (* 29. ledna 1821)
- 6. března – Louisa May Alcottová, americká spisovatelka (* 29. listopadu 1832)
- 9. března – Vilém I. Pruský, pruský král a německý císař (* 22. března 1797)
- 11. března – Friedrich Wilhelm Raiffeisen, propagátor rolnických úvěrových družstev v Bavorsku (* 30. března 1818)
- 22. března – William Samuel Henson, letecký inženýr a vynálezce (* 3. května 1812)
- 23. března – Morrison Waite, americký právník a politik (* 29. listopadu 1816)
- 29. března – Charles Valentin Alkan, francouzský klavírista a skladatel (* 30. listopadu 1813)
- 30. března – Augustus Mongredien, anglický ekonom a šachista(* 17. března 1807)
- 31. března – Jean-Marie Guyau, francouzský filozof (* 28. října 1854)
- 2. dubna – Constant Alexandre Famin, francouzský fotograf (* 19. srpna 1827)
- 14. dubna – Nikolaj Nikolajevič Miklucho-Maklaj, ruský etnograf, antropolog a cestovatel (* 17. července 1846)
- 15. dubna – Matthew Arnold, anglický básník (* 24. prosince 1822)
- 18. dubna – James Robertson, britský fotograf, rytec klenotů a mincí (* 1813)
- 19. dubna – Thomas Russell Crampton, anglický inženýr, konstruktér lokomotiv (* 6. srpna 1816)
- 8. května – Franz von Hruschka, rakouský voják, včelař a hoteliér (* 12. března 1819)
- 26. května – Ascanio Sobrero italský chemik, objevitel nitroglycerinu (* 12. října 1812)
- 28. května – Paul Émile de Puydt, belgický botanik, ekonom a spisovatel (* 6. března 1810)
- 15. června – Fridrich III., císař německý (* 1831)
- 20. června – Johannes Zukertort, německý šachový mistr (* 7. září 1842)
- 4. července – Theodor Storm, německý spisovatel a básník (* 14. září 1817)
- 10. července – Rafael Hernando, španělský hudební skladatel (* 31. května 1822)
- 4. srpna – Gustav Meretta, architekt (* 1832)
- 14. srpna – Carl Christian Hall, premiér (Konseilspræsident) Dánska (* 25. února 1812)
- 16. srpna – John Stith Pemberton, lékárník, vynálezce Coca-Coly (* 8. července 1831)
- 23. srpna – Philip Henry Gosse, britský přírodovědec (* 6. dubna 1810)
- 24. srpna – Rudolf Clausius, německý matematik a fyzik (* 2. ledna 1822)
- 9. září – Charles Cros, francouzský básník a vynálezce (* 1. října 1842)
- 15. září – Jan Adolf II. ze Schwarzenbergu, rakouský šlechtic činný v Čechách (* 28. května 1799)
- 17. září – Johann Nepomuk Hiedler, pradědeček Adolfa Hitlera (* 19. března 1807)
- 23. září – François Achille Bazaine, francouzský maršál (* 13. února 1811)
- 17. října – Marie Amélie Bádenská, vévodkyně z Hamiltonu a Brandonu (* 11. října 1817)
- 18. října – Alessandro Antonelli, italský architekt (* 14. července 1798)
- 1. listopadu – Nikolaj Prževalskij, ruský geograf a cestovatel (* 12. dubna 1839)
- 6. listopadu – Adalbert Horawitz, rakouský historik a filolog (* 23. ledna 1840)
- 15. listopadu – Maxmilián Josef Bavorský, bavorský vévoda (* 4. prosince 1808)
- 18. listopadu – Walery Rzewuski, polský fotograf a komunální politik (* 14. června 1837)
- 3. prosince
  - Ivan Alexejevič Šestakov, ruský admirál, ministr námořnictva (* 13. dubna 1820)
  - Carl Zeiss, německý průmyslník a optik (* 11. září 1816)
- 5. prosince – Imrich Henszlmann, uherský architekt (* 13. října 1813)
- 10. prosince – Kazimierz Grocholski, rakouský ministr pro haličské záležitosti (* 1815)
- 15. prosince – Alexandr Hesensko-Darmstadtský, hesenský princ, zakladatel rodu Battenbergů (* 15. července 1823)
- 31. prosince – Samson Rafael Hirsch, německý rabín (* 20. června 1808)
- ? – Giacomo Luzzatto, italský fotograf (* 1827)
- ? – Mahitab Kadınefendi, desátá manželka osmanského sultána Abdulmecida I. (* 1830)

## Hlavy států

### Evropa

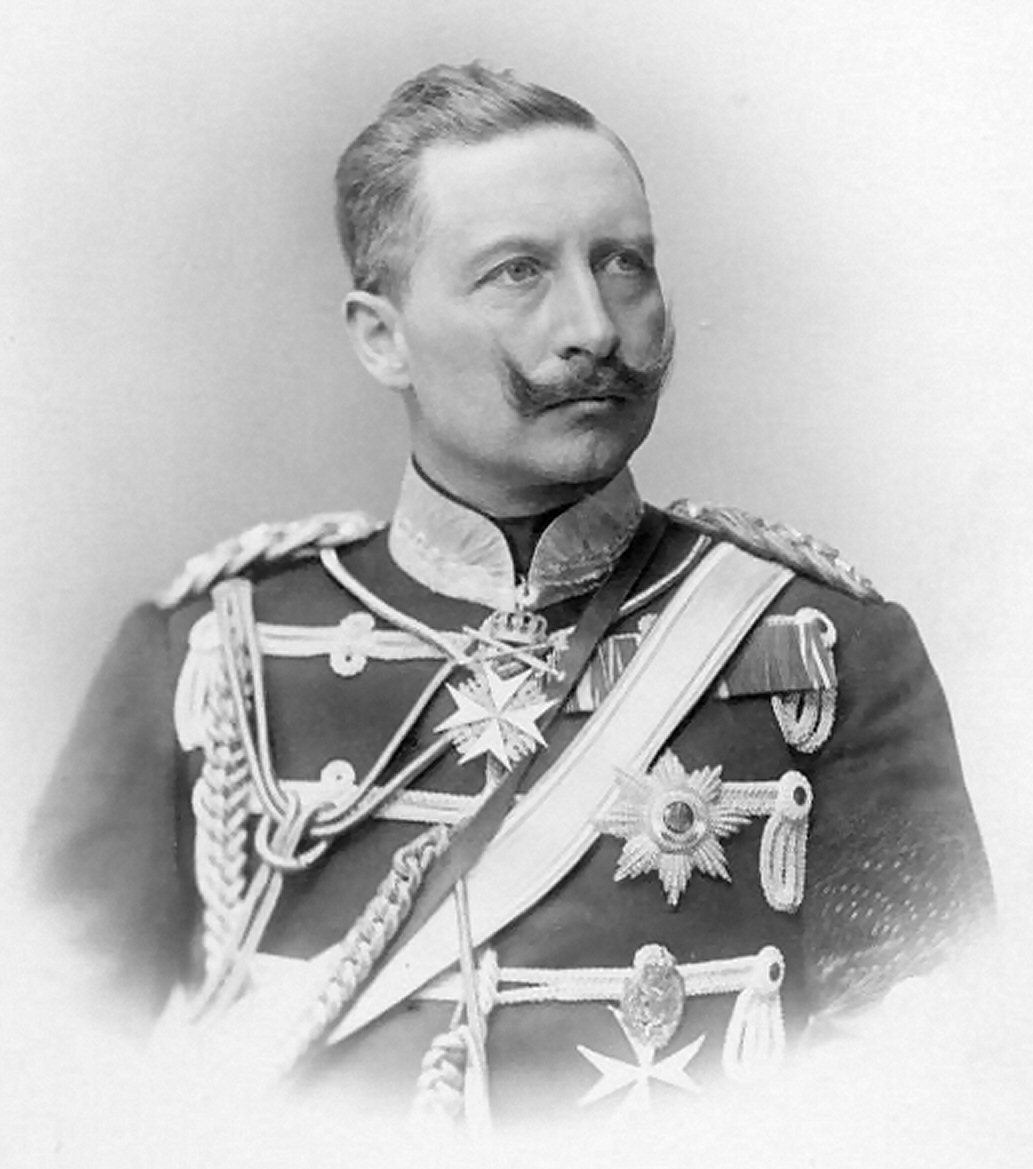
V roce 1888 nastoupil na trůn poslední německý císař a pruský král Vilém II.

- České království – František Josef I.
- Rakousko-Uhersko – František Josef I.
- Haličsko-vladiměřské království – František Josef I.
- Německé císařství (císař Vilém I., Fridrich III. a Vilém II.)
- Pruské království – Vilém I., poté Fridrich III., poté Vilém II.
- Bavorské království – Ota I. Bavorský
- Württemberské království – Karel I. Württemberský
- Saské království – Albert I. Saský
- Hesenské velkovévodství – Ludvík IV. Hesenský
- Rumunské království – Karel I. Rumunský
- Království chorvatsko-slavonské – Károly Khuen-Héderváry
- Srbské království – Milan I. Obrenović
- Bulharské knížectví – Ferdinand I. Bulharský
- Černohorské knížectví – Nikola I. Petrović-Njegoš
- Rakousko-uherská okupace Bosny a Hercegoviny – Benjámin Kállay
- Spojené království Velké Británie a Irska – Viktorie
- Dánské království – Kristián IX.
- Belgické království – Leopold II. Belgický
- Nizozemské království – Vilém III. Nizozemský
- Třetí Francouzská republika – prezident Marie François Sadi Carnot
- Lucemburské knížectví – Vilém III. Nizozemský
- Lichtenštejnské knížectví – Jan II. z Lichtenštejna
- Monacké knížectví – Karel III. Monacký
- Ruské impérium – Alexandr III. Alexandrovič
- Švédsko-norská unie – Oskar II.
- Vatikán – papež Lev XIII.
- Italské království – Umberto I.
- Španělské království – Alfons XIII. Španělský
- Portugalské království – Ludvík I. Portugalský

### Blízký Východ a Severní Afrika
- Osmanská říše – Abdulhamid II.
- Egyptské chedivství – Taufík I.
- Marocký sultanát – Hasan I. Marocký
- Alžírsko (francouzská kolonie) – prezident Marie François Sadi Carnot

### Dálný Východ a Asie
- Britská Indie – Viktorie
- Perská říše – Násir ad-Dín Šáh
- Čínské císařství – Kuang-sü
- Japonské císařství – Meidži

### Amerika
- USA – prezident Grover Cleveland